# Anagé
Anagé is een gemeente in de Braziliaanse deelstaat Bahia. De gemeente telt 25.262 inwoners (schatting 2009).